# Emociones & canciones
Emociones & canciones es el primer álbum en directo del programa Rojo lanzado en 2003 con presentaciones de los participantes de la primera generación del programa de TVN. 

## Información sobre el álbum

### Lanzamiento y popularidad
El disco fue lanzado en Chile a través de todos los quioscos de país, y logró obtener cinco Disco de Platino, siendo un éxito en el mercado chileno.

### Producción
La producción del disco estuvo a cargo de Televisión Nacional de Chile a través de la productora Musicavision y fue distribuido por Alfa S.A., empresa a cargo de abastecer los quioscos de todo Chile.

## Lista de canciones
| #   | Título                    | Tiempo | Cantante                                    | Compositor                                         |
| --- | ------------------------- | ------ | ------------------------------------------- | -------------------------------------------------- |
| 1.  | Rojo, fama/contrafama     | 1:06   | Voz: Jaime Davagnino                        | -                                                  |
| 2.  | Qué te pasa               | 1:52   | Katherine Muñoz                             | Consuelo Arango – Marella Cayre                    |
| 3.  | Hasta que me olvides      | 2:05   | Daniela Castillo                            | Juan Luis Guerra                                   |
| 4.  | Medley Italiano           | 4:19   | Artistas de Rojo                            | Varios compositores                                |
| 5.  | Yo sé que es mentira      | 2:06   | Leandro Martínez                            | A. Gutiérrez                                       |
| 6.  | Ángel de amor             | 1:52   | Valentina Vega                              | González - Olvera                                  |
| 7.  | Falsas esperanzas         | 2:10   | Carolina Soto                               | Jorge Luis Piloto                                  |
| 8.  | One way or another        | 1:52   | Karin Cáceres                               | Deborah Harry – N. Harrison                        |
| 9.  | I’m outta love            | 2:13   | Daniela Castillo                            | Anastacia – Sam Watters – Louis Biancaniello       |
| 10. | Mentira                   | 1:23   | Miguel Ángel Ahumada                        | Buddy Richard                                      |
| 11. | Si voy a perderte         | 1:15   | Daniela Castillo                            | Gloria Estefan                                     |
| 12. | Si tuviera que elegir     | 1:56   | Oscar Miranda                               | Ricardo Montaner – Yasmil Marrulfo                 |
| 13. | A Dios le pido            | 1:03   | Rodrigo Cruz                                | Juan Esteban Aristizábal                           |
| 14. | Medley latino             | 3:30   | Artistas de Rojo                            | Varios compositores                                |
| 15. | Tengo todo excepto a ti   | 2:08   | María Jimena Pereyra                        | Juan Carlos Calderón                               |
| 16. | Esa chica es mía          | 2:07   | Leandro Martínez                            | A. Soler – J. Llobel – Luis Gómez Escolar          |
| 17. | No me enseñaste           | 1:19   | Carolina Soto                               | Estéfano – J. Reyes                                |
| 18. | Otro amor vendrá          | 1:57   | Carolina Soto                               | Paul Barry – Mark Taylor                           |
| 19. | Solo se vive una vez      | 1:56   | María José Quintanilla                      | M. Gallardo – L. Cabañas – J. Murillo              |
| 20. | Medley rock argentino     | 3:19   | Artistas de Rojo                            | Varios compositores                                |
| 21. | Un compromiso             | 1:17   | Katherin Muñoz                              | Hermanos García Segura                             |
| 22. | Deseo                     | 1:12   | Karin Cáceres                               | F. Simone – P. Giglioli – Ver. Esp. Flores         |
| 23. | El aprendiz               | 2:05   | María Jimena Pereyra                        | Alejandro Sanz                                     |
| 24. | No sé si es amor          | 2:18   | Daniela Castillo                            | Per Gessle                                         |
| 25. | Medley Latino 2           | 3:26   | Artistas de Rojo                            | Varios compositores                                |
| 26. | Si tú te vas              | 1:08   | Nuel Puelma                                 | G. Rubin – C. Yie                                  |
| 27. | Zíngara                   | 2:49   | María José Quintanilla                      | Luigi Albertelli – Enrico Riccardi – M. Smolarchik |
| 28. | Usted se me llevó la vida | 2:21   | Miguel Ángel Ahumada                        | Estéfano – Donato Poveda                           |
| 29. | México lindo y querido    | 2:10   | María José Quintanilla                      | Chucho Monge                                       |
| 30. | Qué será de ti            | 1:43   | Karin Cáceres                               | Roberto Carlos                                     |
| 31. | El día que puedas         | 1:50   | Leandro Martínez                            | Manuel Alejandro – Ana Magdalena                   |
| 32. | Medley bailable           | 4:07   | Artistas de Rojo                            | Varios compositores                                |
| 33. | Color esperanza           | 2:33   | María José Quintanilla María Jimena Pereyra | F. Sorokin – Diego Torres – Cachorro López         |
| 34. | Gracias por la música     | 2:25   | María José Quintanilla Carolina Soto        | B. Andersson - B. Ulvaeus                          |